# Cisai-Saint-Aubin

Cisai-Saint-Aubin este o comună în departamentul Orne, Franța. În 1 ianuarie 2022 avea o populație de 181 de locuitori.